# 아데르 야노시
아데르 야노시(헝가리어: Áder János, 문화어: 아더르 야노쉬, 1959년 5월 9일 ~ )는 헝가리의 정치인이다.
죄르모숀쇼프론주 초르너에서 태어났다. 에외트보시 로랑드 대학교에서 정치학을 공부하였다. 그는 피데스를 창당한 사람 중 하나이다. 과거에 국회의장을 지낸 바 있다.
2012년 5월 2일, 그는 피데스의 일원으로 활동하던 중, 논문 표절로 불명예 퇴진한 슈미트 팔에 이어 헝가리의 대통령으로 지명되었다. 그는 2012년 5월 10일부터 2022년 5월 9일까지 대통령직을 수행했다.

## 역대 선거 결과
| 선거명      | 직책명          | 대수 | 정당   | 1차 득표율 | 1차 득표수 | 2차 득표율 | 2차 득표수 | 결과 | 당락 |
| ----------- | --------------- | ---- | ------ | ---------- | ---------- | ---------- | ---------- | ---- | ---- |
| 2012년 선거 | 헝가리의 대통령 | 5대  | 피데스 | 67.87%     | 262표      |            |            | 1위  |      |
| 2017년 선거 | 헝가리의 대통령 | 5대  | 피데스 | 74.86%     | 131표      | 77.06%     | 131표      | 1위  |      |